# 巴爾蘇姆山
巴爾蘇姆山（英語：Mount Barsoum），是南極洲的山峰，位於埃爾斯沃思地，處於諾維爾半島和愛德華茲半島之間，屬於馬丁山的一部分，以美國海軍上尉命名，現時由南極條約體系管理。